# Hustler Video
Hustler Video è uno studio cinematografico pornografico americano  di proprietà della Larry Flynt Publications di Larry Flynt e fa parte della sua gamma di imprese a marchio Hustler, che include la rivista Hustler, l'Hustler Casino e i punti vendita Hustler Hollywood. Nel 2003 Hustler Video ha acquistato VCA Pictures, che mantiene un'identità di marca separata all'interno del conglomerato LFP.
Hustler Video è noto per le sue parodie di film mainstream e di celebrità, come Paris Hilton, David Hasselhoff o Lindsay Lohan, e programmi TV, come "Happy Days", "Star Trek" e "Glee".
In risposta al candidato presidenziale repubblicano del 2008 John McCain che ha selezionato la governatrice dell'Alaska Sarah Palin come sua compagna di corsa, Hustler ha inserito un annuncio su Craigslist, alla ricerca di una doppelgänger di Sarah Palin disposta a recitare in un film pornografico mentre interpretava il governatore. Il film, Who's Nailin' Paylin, è stato distribuito il 4 novembre 2008 con Lisa Ann.

## Questioni legali
Nel 2011, Hustler Video è stata multata di $ 14.175 di oneri per la sicurezza sul lavoro per tre distinti reclami: mancata fornitura di dispositivi di protezione ai lavoratori, mancato mantenimento di adeguate politiche sanitarie e mancata fornitura di vaccinazioni ai lavoratori.

## Riconoscimenti
La compagnia ha vinto oltre 70 premi nei maggiori concorsi del settore tra i quali:
AVN Awards
- 2002 - Best All-Sex DVD per Porno Vision[6]
- 2002 - Best All-Sex Film per Porno Vision [6]
- 2002 - Top Selling Release Of The Year per Doggystyle di Snoop Dogg [6]
- 2003 - Best Ethnic-Themed Video per Liquid City [6]
- 2003 - Best Art Direction - Film per America XXX [6]
- 2003 - Best Vignette Series per Barely Legal [6]
- 2004 - Best Vignette Series per Barely Legal [6]
- 2004 - Best Selling Title Of The Year per Hustlaz: Diary of a Pimp di Snoop Dogg [6]
- 2004 - Best Ethnic-Themed Video - Black per Hustlaz: Diary of a Pimp di Snoop Dogg [6]
- 2005 - Best Amateur Release per Adventure Sex [6]
- 2005 - Best All-Sex Release per Stuntgirl [6]
- 2006 - Best All-Sex Release per Squealer [6]
- 2007 - Best Pro-Am Series per Beaver Hunt [6]
- 2008 - Best Interactive DVD per InterActive [7]
- 2008 - Best Vignette Series per Barely Legal School Girls[7]
- 2009 - Best Specialty Series per Taboo [8]
- 2009 - Clever Title Of The Year per Strollin in the Colon [8]

XBIZ Awards
- 2009 - Marketing Campaign Of The Year per Who's Nailin' Paylin?[9]
- 2010 - Parody Release Of The Year per Not the Bradys XXX: Marcia [10]
- 2011 - Best Art Direction per This Ain't Avatar XXX 3D [10]
- 2011 - Marketing Campaign Of The Year per This Ain't Avatar XXX 3D [10]
- 2012 - Parody Studio Of The Year[11]
- 2014 - "Vignette Release of the Year" per Busty Beauties Car Wash[12]
- 2017 - Vignette Series Of The Year per Barely Legal[13]

XRCO Award
- 2007 - Best Comedy Or Parody per Britney Rears 3[14]
- 2008 - Best POV Release per InTERActive[15]
- 2012 - Best 3D Release per This Ain’t Ghostbusters XXX 3D[16]
- 2013 - Best 3D Release per This Ain’t Jaws XXX 3D[17]